# Spotlight (Madonna)
Spotlight è un singolo della cantautrice statunitense Madonna pubblicato nel 1988 dalla Sire Records.

## Antefatti e produzione
Il brano, registrato originariamente per l'album True Blue nel 1986 ma poi scartato, fu inserito come inedito nell'EP di remix del 1987 You Can Dance.
La canzone è un invito a ballare da parte della popstar, che ricorda a tutti che "Ognuno di noi è una stella" e che se una persona vuole diventare famosa e stare sotto i riflettori, dovrebbe cantarlo cosicché ciò potrebbe divenire reale.

## Promozione e accoglienza
Fu pubblicato come singolo in versione edit in Giappone, dove si piazzò in classifica alla posizione numero 3 nei formati in vinile 7" e in mini cd 3". Uscì anche nelle Filippine, stampato unicamente in vinile 7". Quella nipponica e filippina sono le uniche due versioni ad essere state commercializzate. In Giappone furono però realizzati singoli promo in vari formati con lo stesso artwork di copertina di You Can Dance, inseriti in un set di presentazione dell'album alla stampa, nonché alcuni altri formati di varie nazionalità per le radio e i juke box. 
In Giappone, nello stesso anno, il brano fu anche utilizzato in una pubblicità per Mitsubishi.

## Classifiche
| Classifica (1988) | Posizione massima |
| ----------------- | ----------------- |
| Giappone          | 3                 |